# Petr Bohuš
Petr Bohuš (* 6. srpna 1953 Ostrava) je český klarinetista a pedagog.

## Život
Petr Bohuš absolvoval konzervatoř v Ostravě ve třídě Zdeňka Horáka a Akademii múzických umění v Praze ve třídě Milana Etlíka. Je dvojnásobným laureátem Mezinárodní klarinetové soutěže Pražské jaro (1977 a 1981). V roce 1981 obdržel cenu Českého hudebního fondu za nejlepší interpretaci českých soudobých skladeb (Miloslav Ištvan: Sonáta pro klarinet a klavír a Milan Báchorek: Epigramy pro sólový klarinet).
Působil jako první klarinetista Stadlerova klarinetového kvarteta, devět let zastával místo prvního klarinetisty Státního divadla v Ostravě, mezi lety 1986 až 2012 byl prvním klarinetistou Janáčkovy filharmonie Ostrava.
Spolupracoval s řadou klavíristů, například se Zorkou Zichovou, Janem Marcolem, Vlastou Friedeckou-Matonogovou a Monikou Tugendliebovou, s níž natočil pro Český rozhlas řadu snímků. Jeho výkony zazněly v přímých přenosech Českého rozhlasu a České televize. Jsou zaznamenány také na CD, a to ve spolupráci s Janáčkovou filharmonií Ostrava a se Stadlerovým klarinetovým kvartetem.
Pedagogicky působí od roku 1981 na Janáčkově konzervatoři v Ostravě, kde vychoval celou řadu klarinetistů, mezi které patří např. Karel Dohnal, Daniel Svoboda, Lukáš Broda, Barbora Šmiřáková, či Kateřina Pašková.
Zároveň je mentorem mladých umělců, pro něž se snaží nacházet vhodné příležitosti k prezentaci talentu na veřejnosti a také organizátorem charitativních vystoupení.